# Богомолов, Андрей Олегович
Андрей Олегович Богомолов (род. 23 августа 1968) — российский военачальник, заместитель начальника Главного управления Генерального штаба Вооружённых Сил Российской Федерации. Герой Российской Федерации, начальник Главного научно-технического управления при Федеральной службе по техническому и экспортному контролю, генерал-лейтенант, Лауреат Государственной премии Российской Федерации.

## Биография
Родился 23 августа 1968 года.
Получил высшее военное образование. Служил в Главном разведывательном управлении Генерального штаба (ныне — Главное управление Генерального штаба) Вооружённых Сил Российской Федерации. Позднее стал заместителем начальника Главного управления Генерального штаба Вооружённых Сил Российской Федерации
Осуществлял руководство действиями военных разведчиков в ходе военной операции Российской Федерации в Сирийской Арабской Республике против международной террористической организации «Исламское государство».
За мужество и героизм, проявленные при исполнении воинского долга, Указом Президента Российской Федерации («закрытым») генерал-лейтенанту Богомолову Андрею Олеговичу присвоено звание Героя Российской Федерации с вручением знака особого отличия — медали «Золотая Звезда».
В настоящее время является начальником Главного научно-технического управления при Федеральной службе по техническому и экспортному контролю.
Живёт и служит в Москве.
Генерал-лейтенант.

## Награды
- Герой Российской Федерации;
- Орден За заслуги перед Отечеством 4 степени с мечами;
- Орден Александра Невского (2021);
- 3 ордена Мужества;
- медаль ордена «За заслуги перед Отечеством» 2-й степени;
- Медаль «За отвагу» (Россия);
- Медали Российской Федерации.
- Лауреат Государственной премии Российской Федерации.